# Callicista columella
Callicista columella är en fjärilsart som beskrevs av Fabricius 1793. Callicista columella ingår i släktet Callicista och familjen juvelvingar. Inga underarter finns listade i Catalogue of Life.